# Смрчкова, Людвика
Людвика Смрчкова (чеш. Ludvika Smrčková; 24 февраля 1903[…] или 23 февраля 1903, Kročehlavy или Кладно — 20 января 1991[…], Прага[…]) — чешская художница по стеклу, график и живописец.

## Биография
Людвика Смрчкова происходит из семьи железнодорожного чиновника в Кладно, где окончила среднюю школу. Её интерес к продолжению учебы в художественной школе поддержал профессор черчения и начертательной геометрии Станислав Кульганек. В 1921—1927 годах училась в Школе прикладного искусства в Праге у профессоров Вратислав Х. Бруннера, Эмануэля Дите и в специальной группе Франтишека Киселы. В 1921—1924 годах изучала математику и черчение на факультете искусств Карлового университета. После окончания Школы прикладного искусства продолжила обучение в Технологическом университете в Праге в 1925—1927 годах.
Сначала Смрчкова занималась книжной графикой и дизайном переплётов книг, а также работала преподавателем в средней школе. Больше внимания к стеклу она начала уделять после выставки декоративно-прикладного искусства в Париже, где она выиграла серебряную медаль за граненый кубок. Сразу после возвращения из Парижа к ней обратился Мозер из Карловых Вар с просьбой о сотрудничестве, и в следующем году она выиграла соревнования на кубок Сокола Слетова. В 1927 году она заняла первое место на конкурсе Чехословацкого художественного союза по проекту хозяйственного стекла для выставки современной культуры в Брно, представив проект тонкостенного питьевого сервиза из выдувного стекла. Несмотря на это, ей не удалось получить место преподавателя в стекольной школе в Железном Броде, и она продолжила зарабатывать на жизнь, работая преподавателем рисования в различных средних школах.

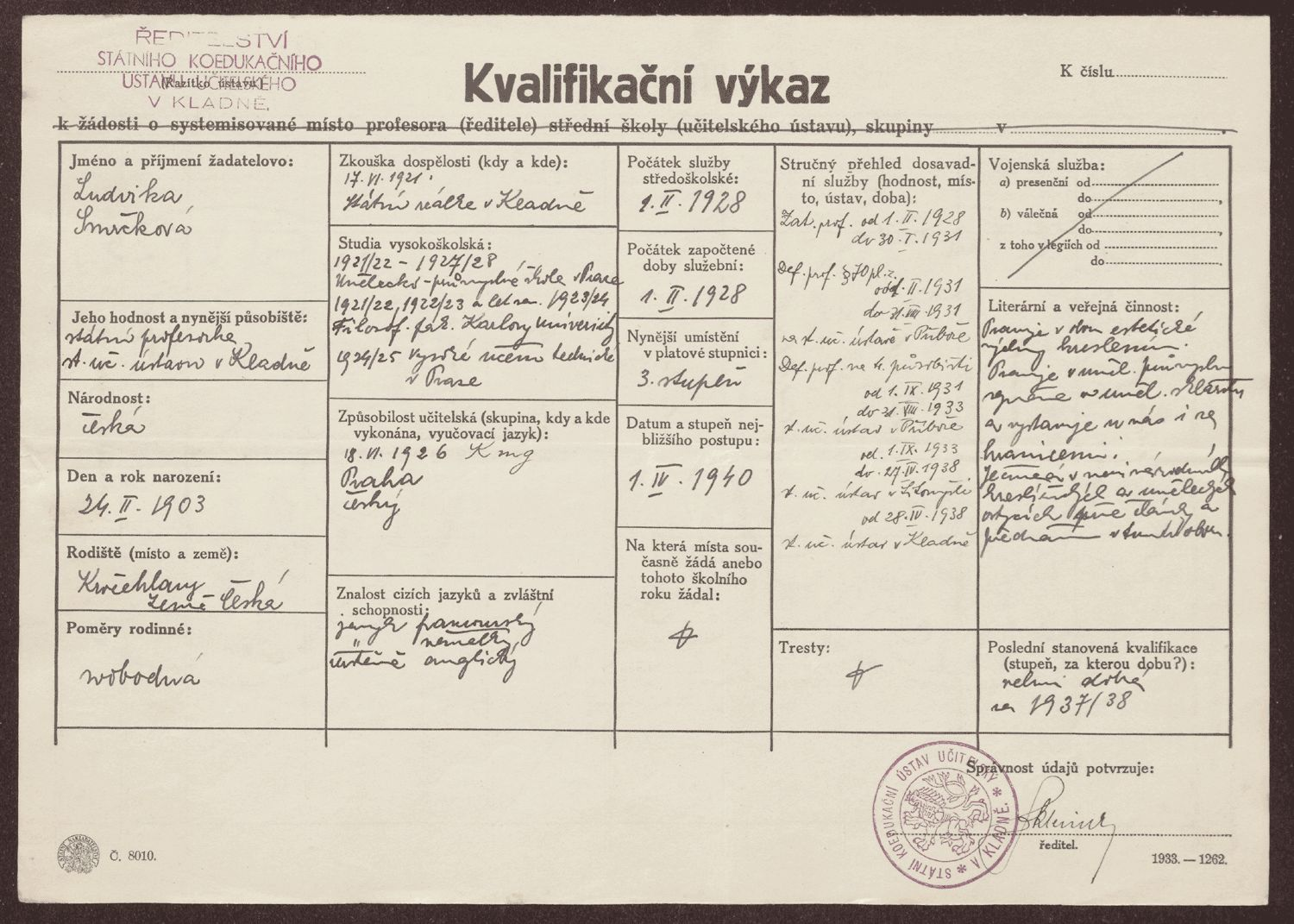
Квалификационный отчёт Людвики Смрчковой за 1928-1938 гг. (Государственный районный архив Кладно)

В свободное время Смрчкова посещала зарубежные выставки стекла и работала на стекольных заводах.. После успеха на Всемирной выставке 1935 года она отклонила предложение основать собственный стекольный завод и школу стекольного дела в Финляндии. В то время она посвятила себя в гравировкой по стеклу. С 1936 года экспериментировала с металлургическим стеклом на стекольном заводе Rückl в Нижборе. После успеха на Всемирной выставки в Париже в 1937 году началось более интенсивное сотрудничество с Krásná jizba Družstevní práce, где они оценили простой и чистый стиль её проектов. Смрчкова также работала на Чешско-Моравском стекольном заводе в Красно-над-Бечвой, где создавала витражи с разноцветными пузырьками, украшенными цветной пылью. Она последовательно пыталась передать в серийное производство различные методы декорирования, которые раньше использовались только для уникальных работ, в частности, гравировку, офорт, травленую печать, пескоструйную обработку, окрашивание прозрачными красками, линейный рисунок и другие.
Во время Второй мировой войны она создала новые формы для цветочных ваз, а также небольших стеклянных аксессуаров и табличек.
После национализации стекольных заводов в 1948 году она стала главной дизайнером стекольного завода «Инвальд» в Подебрадах (1948—1952) и начала работать художником на постоянной основе. До 1958 года она являлась главным дизайнером стекла в центральных мастерских стекольной и керамической промышленности в Праге. В 1960 году она покинула должность дизайнера, чтобы посвятить себя собственной независимой работе, в частности гравированному стеклу и стеклу, предназначенному для презентации цветов на садоводческих выставках.
За свою работу Смрчкова получила множество наград, в частности, золотые медали на всемирных выставках в Брюсселе в 1935 году и в Париже в 1937 году. В 1963 году ей было присвоено звание заслуженной артистки, в 1978 году она стала народной художницей, а в 1984 году получила премию Антонина Запотоцкого. 28 июня 1978 года по случаю своего 75-летия получила звание почётного гражданина города Кладно.

## Творчество
С 1923 года Смрчкова создала сотни дизайнов для всех видов промышленного стекла. Наиболее известными являются ее хрустальные изделия, для которых характерны тектоническая чистота и удивительный декоративный эффект. Ее проекты были реализованы рядом ведущих резчиков по стеклу, в частности Адольфом Матурой и резчиками стекольного завода в Каменицком Шенове. Ее свободные творения, в особенности вазы, предназначено для практического использования.